# Henry Abyngdon
Henry Abyngdon (även Abingdon eller Abington), född omkring 1418, död den 1 september 1497, var en engelsk musiker.
Abyngdon, som var organist vid kungliga kapellet i London,  var en av sin tids mest berömda sångare och tonsättare, att döma av den av Thomas More över honom författade gravskriften.